# Okręg wyborczy Norwich South
Okręg wyborczy Norwich South powstał w 1950 r. wskutek podziału dwumandatowego okręgu Norwich na Norwich South i Norwich North. Okręg wysyła do brytyjskiej Izby Gmin jednego deputowanego.

## Deputowani z okręgu Norwich South
| Wybory | Deputowany          | Partia               |
| ------ | ------------------- | -------------------- |
| 1950   | Henry Strauss       | Partia Konserwatywna |
| 1955   | Geoffrey Rippon     | Partia Konserwatywna |
| 1964   | Christopher Norwood | Partia Pracy         |
| 1970   | Thomas Stuttaford   | Partia Konserwatywna |
| 1974   | John Garrett        | Partia Pracy         |
| 1983   | John Powley         | Partia Konserwatywna |
| 1987   | John Garrett        | Partia Pracy         |
| 1997   | Charles Clarke      | Partia Pracy         |
| 2010   | Simon Wright        | Liberalni Demokraci  |
| 2015   | Clive Lewis         | Partia Pracy         |